# Naa Ashorkor
Naa Ashorkor Mensah-Doku (sinh ngày 24 tháng 11 năm 1988)  còn được gọi là Nisirine Naa Ashorkor Mensah-Doku, là một nữ diễn viên Ghana, phát thanh viên / phát thanh viên truyền hình và chuyên gia quan hệ công chúng. bà ấy nổi tiếng nhất với vai diễn trong "The Perfect Picture" (2009), bởi Shirley Frimpong-Manso và Iroko TV Poisoned Bait - một loạt phim của đạo diễn Leila Djansi. Bà đã giành giải Nữ diễn viên xuất sắc nhất năm 2010 tại giải thưởng của Học viện Điện ảnh Châu Phi cho vai diễn trong " Bức tranh hoàn hảo " (2009). Naa Ashorkor cũng đóng cùng với Yvonne Okoro, Joselyn Dumas, John Dumelo, Anima Misa Amoah và Adjetey Anang trong Adam's Apples - một bộ phim Ghanaian của Sparrow Productions chạy từ 2010 - 2013.
Naa Ashorkor hiện đang là người dẫn chương trình " Showbiz A To Z " ; một chương trình đánh giá giải trí cuối tuần trên Joy 99.7 FM.
Ngoài ra, Naa Ashorkor là Cán bộ Quan hệ Công chúng cho Groupe Ideal, một nhóm kinh doanh quản lý danh mục đầu tư đa dạng của các doanh nghiệp chủ yếu ở Ghana.
Naa Ashorkor đã tổ chức cuộc thi sắc đẹp Hoa hậu Malaika Ghana trong tám năm. bà cũng là một trong những giám khảo cho trận chung kết của phiên bản 2018. bà cũng là người dẫn chương trình giữa năm có tên là Khu vực diễn ra hàng ngày trên Starr FM dựa trên Accra. Ngoài ra, bà đã tham gia vào các sản phẩm sân khấu như Đừng mặc đồ cho Giáng sinh, The Vagina Monologues và Chạy vì vợ. Vào năm 2015, bà đã sản xuất và đóng vai chính trong bộ phim hài Nigeria For Love của Nigeria, nổi bật trong các xu hướng hàng đầu của Twitter trong khoảng hai tuần liên tiếp vào tháng 10 năm 2015. Trong năm 2017, bà đã sản xuất hai vở kịch sân khấu hàng đầu của Ghana; Sinh viên tốt nghiệp Bukom và nhà tù.

## Tuổi thơ
Sinh ra cho ông Paul Mensah-Doku và Sarah Mensah-Doku vào ngày 24 tháng 11 năm 1988, Naa Ashorkor là người thứ hai trong bốn chị em. Lớn lên, bà muốn theo đuổi nghề luật. Sau này, bà đã phát triển mối quan tâm mạnh mẽ trong báo cáo tin tức trên TV.
bà theo học trường Daras từ mẫu giáo đến trường trung học cơ sở nơi bà không phải là người nói nhiều. Đó là tại trường trung học Benkum (Akuapem Larteh), bà đã xác định được sở thích của mình để nói trước công chúng. Naa Ashorkor giữ các vị trí lãnh đạo chủ chốt khi còn ở trường Trung học như Phó Chủ tịch Hội đồng Đại diện Học sinh (SRC) và Thư ký Zonal của Hội đồng Đại diện Học sinh Khu vực Đông (SRC). Bà cũng là một thành viên của Quân đoàn Cadet của trường.
Những chiến thắng của bà trong các cuộc thi tranh luận giữa các trường khác nhau ở trường cấp hai càng thúc đẩy sự tự tin của bà và chuẩn bị cho bà một sự nghiệp dưới ánh đèn sân khấu. Môn học yêu thích của bà ở trường cấp hai là Văn học và điều này thúc đẩy bà đọc ngấu nghiến bất cứ điều gì cản đường cô. Bà tìm thấy tình yêu của mình với ngôn ngữ tiếng Anh ở giai đoạn đó của cuộc đời.

## Sự nghiệp
Naa Ashorkor bắt đầu với tư cách là khách mời trong chương trình giới trẻ " Thế hệ mới ", trên TV Africa. Sau đó, bà trình bày Day Break Entertainment sau đó tiếp tục tổ chức Day Break. Bà cũng là người đồng chủ trì với Okyeame Quophi trong chương trình tạp kỹ Sound Splash của TV Châu Phi.
Trong khi với Sound Splash, bà đã xuất hiện trong vai diễn điện ảnh đầu tiên của mình trong Scorned by Shirley Frimpong Manso.
bà rời TV Châu Phi để làm việc toàn thời gian với tư cách là nhà sản xuất và người dẫn chương trình truyền hình tại Nhà tổ chức sản xuất và tổ chức sự kiện, Charterhouse. Bà rời Charterhouse vào năm 2012.  
Naa Ashorkor gia nhập GH One sau khi bà rời CharterHouse và là người dẫn chương trình truyền hình, Tales From The Powder Room từ năm 2012 đến 2017. Từ năm 2014 đến 2017, bà cũng là người dẫn chương trình phát thanh giữa chừng, The Zone on Accra-Dựa FM Starr.
Nói về cách bà ấy kết thúc trong phim, Naa cho biết bà đã cùng một người bạn tham gia một buổi thử giọng nhưng cuối cùng lại được thử vai và được chọn để xem xét.
Sau khi chờ đợi những gì dường như là mãi mãi, bà nói, cuộc gọi cuối cùng đã đến và bà kiếm được cho mình một vai diễn trong Khinh bỉ chỉ để được theo dõi với một vai lớn hơn trong Bức tranh hoàn hảo. Bà đã đóng vai chính trong Double (2009), Checkmate (2010), Adams Apples (2010-2013) và Poisoned Bait (2014).
Một trong những thử thách bà gặp phải trước khi quay bộ phim là kết hợp việc chuẩn bị với việc viết bài kiểm tra trường báo chí và tham dự các buổi diễn tập. Bà ấy đã thành công trên cả hai tính.
Vào ngày 19 và 20 tháng 2 năm 2010, cùng với những người khác, Naa bắt tay vào chương trình để đánh dấu Ngày Âm đạo Thế giới nhằm mục đích phổ biến việc sử dụng từ 'âm đạo' và làm sáng tỏ sự khinh miệt liên quan đến nó.

### Dự án Starr Woman
Vào ngày 19 tháng 3 năm 2016 - Naa Ashorkor cùng với nhóm của bà trên The Zone, hợp tác với Starr FM, Lydia Contraceptives và Baileys để khởi động Dự án Starr Woman.
Mục đích của dự án là tạo cơ hội cho phụ nữ, những người đã đạt đến đỉnh cao của sự thành công trong lĩnh vực tương ứng của họ, để tương tác với các nữ doanh nhân trẻ, những người cần được hướng dẫn, cố vấn và định hướng.
Buổi ra mắt được tổ chức bởi ba người phụ nữ nổi tiếng - phát thanh viên kỳ cựu Gifty Anti, Đồng sáng lập và Giám đốc kỹ thuật của Logiciel, Farida Bedwei và Đồng chủ nhà của GH Today, Baisiwa Dowuona Hammond.
Dự án sẽ là một sự kiện theo phong cách hội thảo sẽ diễn ra hàng quý đến năm 2016. 
Phiên bản Maiden
Sự kiện chính đầu tiên cho Dự án Starr Woman được tổ chức vào ngày 8 tháng 4 năm 2016 tại khách sạn Alisa.
Doanh thu rất lớn khi khán phòng có sức chứa hơn 200 được lấp đầy.
Sự kiện có sự góp mặt của năm nữ doanh nhân:
1. Anita Erskine -Amaizo (Người dẫn chương trình TV / Radio, Giám đốc điều hành của Brand Woman Africa)
2. Anita Wiafe-Asinor (Người sáng lập, Phụ nữ Ghana trong Kinh doanh & Lãnh đạo)
3. Whitney Boakye-Mensah (Nhà hoạch định sự kiện / Tư vấn / phê bình giải trí)
4. Beryl Agyekum (CEO, EchoHouse)
5. Dzigbordi K. Dosoo (Người sáng lập & Giám đốc điều hành của Tập đoàn Allure Châu Phi)

Các chủ đề được thảo luận bao gồm Quản lý con người, Tiếp thị và Truyền thông, Mompreneurship, Sự liên quan của Người cố vấn và Suy nghĩ Bên ngoài Chiếc hộp.

### Phiên bản thứ hai
Phiên bản thứ hai của Dự án Starr Woman được tổ chức vào ngày 20 tháng 8 năm 2016 tại khách sạn Alisa.
Chủ đề của phiên bản này là "Nổi bật như một nữ doanh nhân"
Doanh thu cho phiên bản này đã vượt qua sự kiện đầu tiên. Khán phòng đã được lấp đầy công suất trong vòng một giờ đầu tiên của chương trình. Phần 2 của Dự án Starr Woman đã có những người phụ nữ làm diễn giả:
1. Anita Erskine-Amaizo (Người dẫn chương trình TV / Radio, Giám đốc điều hành của Brand Woman Africa)
2. Dzigbordi K. Dosoo [13] (Người sáng lập & Giám đốc điều hành của Tập đoàn Allure Châu Phi)
3. Whitney Boakye-Mensah (Nhà hoạch định sự kiện / Tư vấn / phê bình giải trí)
4. Claudia Lumor Kwarteng [14] (Người sáng lập, Glitz Châu Phi)
5. Caritas Naa Ayele Aryee (Người sáng lập, Tatas và Friends & Go Digital)

### Giải thưởng âm nhạc Vodafone Ghana 2016 (VGMAs 2016)
Vào thứ bảy ngày 7 tháng 5 năm 2016, Naa Ashorkor cùng với Diễn viên Chris Attoh đã tổ chức Giải thưởng âm nhạc Vodafone Ghana 2016 (VGMAs 2016). Đây là lần đầu tiên bà đồng tổ chức VGMA. Chương trình được tổ chức tại Trung tâm Hội nghị Quốc tế Accra, đã thấy các nhạc sĩ và người nổi tiếng từ khắp nơi ở Ghana và Châu Phi dưới một mái nhà.
Một trong những điểm nổi bật của chương trình là khi Naa Ashorkor thể hiện bản hit " You Go Kill Me " năm 2010 của Sarkodie trên sân khấu. Đám đông trở nên cuồng nhiệt với sự phấn khích khi bà ấy hát một cách hoàn hảo theo bài hát.

### Giải thưởng Nam giới độc quyền năm 2016
Một tháng sau khi tổ chức Giải thưởng âm nhạc Vodafone Ghana 2016, Naa Ashorkor đã tổ chức phiên bản đầu tiên của Giải thưởng Nam giới độc quyền (EMY) vào ngày 18 tháng 6 năm 2016.
Chương trình được tổ chức tại Hội trường nhà nước, đã tìm cách trao giải cho những người đàn ông chăm chỉ, người đã đạt đến đỉnh cao của sự thành công trong các lĩnh vực như kinh doanh, thời trang, giáo dục, công nghệ và truyền thông.
Trang tin tức giải trí ghanagist.com mô tả Naa Ashorkor trở thành ".... sự lựa chọn chủ nhà ưa thích cho các sự kiện lớn ở Ghana." 

### 100 phụ nữ có ảnh hưởng nhất của Ghana
Vào ngày 30 tháng 11 năm 2016, Naa Ashorkor đã được đưa vào danh sách uy tín trong số 100 phụ nữ có ảnh hưởng nhất ở Ghana. Danh sách này được biên soạn bởi Mạng lưới doanh nhân châu Phi (TANOE), nói rằng nó đại diện cho phụ nữ ở đất nước có ảnh hưởng lớn trong sự nghiệp của họ.

### Sáng kiến Aspire 2 Bee
Vào thứ Bảy, ngày 3 tháng 12 năm 2016, Naa Ashorkor đã ra mắt phiên bản đầu tiên của Aspire to Bee, một cuộc thi đánh vần Bee dành cho học sinh tại các trường công lập, để khuyến khích họ học và sử dụng nhiều từ tiếng Anh hơn, mở rộng vốn từ vựng và tham gia vào các hoạt động ngoại khóa hiệu quả. Phiên bản đầu tiên đã khởi động tại Trường cơ bản Pokuase Methodist 1 & 2 và là một thành công lớn. Naa Ashorkor mô tả sáng kiến này là "thực hiện một trong những giấc mơ trọn đời của cô... để trả lại cho xã hội bằng cách giúp đỡ những người bị thiệt thòi." 

### Di chuyển lớn
Vào ngày 30 tháng 10 năm 2017, Naa Ashorkor chia tay với Mạng EIB; nơi bà là người dẫn chương trình Khu vực trên Starr FM và Tales From The Powder Room trên GH One TV. Đây là một mạng lưới mà bà đã tham gia kể từ khi thành lập vào năm 2015. Naa Ashorkor bày tỏ lòng biết ơn của mình với ban quản lý và nhân viên của mạng lưới và bày tỏ rằng việc bà ở lại đó đã mài giũa kỹ năng phát sóng và khả năng hiển thị thương hiệu của bà nhiều như thế nào.
Vào ngày 1 tháng 11 năm 2017, tin tức đã nổ ra rằng Naa Ashorkor là thành viên mới nhất của Tập đoàn đa phương tiện; Công ty mẹ của Joy 99.7 FM. Bà sau đó đã xác nhận những báo cáo này bằng một bài đăng trên tài khoản instagram của mình. Vai trò mới của Naa Ashorkor bao gồm Host of Showbiz A To Z - Chương trình đánh giá giải trí cuối tuần trên Joy 99.7 FM và Strong & Sassy - Một chương trình tập trung vào phụ nữ vào giữa tuần. Vào ngày 22 tháng 1 năm 2018, Naa Ashorkor tuyên bố với thế giới rằng bà đã đạt được một vai trò mới là Cán bộ Quan hệ Công chúng tại Nhóm Lý tưởng. Bà đã chia sẻ điều này trên tài khoản Instagram của mình: "Chào buổi sáng ? Hầu hết các bạn đều biết tôi đam mê như thế nào khi đóng góp cho sự phát triển của các doanh nghiệp trẻ Ghana, vì vậy tôi rất vui khi được làm việc với một Công ty có một trong những nhiệm vụ cốt lõi của nó - khuyến khích hỗ trợ các doanh nghiệp trẻ vay và đầu tư Sau khoảng 9 năm làm việc trên truyền thông, tôi tin rằng đây là thời điểm tốt để giang rộng đôi cánh và vươn cao như niềm tin và sự chăm chỉ của tôi sẽ đưa tôi đến. Các tiền bối của tôi trong ngành PR và truyền thông, xin hãy để họ đến. "
- thông qua @naa_ashorkor_ trên Instagram

## Đóng phim
| Năm         | Tựa đề             | Vai trò | Ghi chú |
| ----------- | ------------------ | ------- | --- |
| 2015        | Một ngày nữa       | Joe     | Vai trò hỗ trợ |
| 2014        | Thư của Adam       | Kabuki  | Vai trò hỗ trợ |
| 2014        | Mồi độc            | Kadijah | Vai trò hỗ trợ |
| 2010 - 2013 | Táo Adams          | Kukuaa  | Vai chính |
| 2010        | Chiếu tướng        | Naana   | Vai trò hỗ trợ |
| 2009        | Gấp đôi            | Zulaika | Vai trò hỗ trợ |
| 2009        | Bức tranh hoàn hảo | Akasi   | Vai chính. Giành được 3 giải thưởng điện ảnh châu Phi cho vai chính, diễn viên xuất sắc nhất của nam diễn viên trong vai phụ và đạo diễn xuất sắc nhất |
| 2008        | Khinh bỉ           | Soraya  | Vai trò hỗ trợ |

| Năm         | Tựa đề                    | Mạng   | Ghi chú |
| ----------- | ------------------------- | ------ | --- |
| 2015        | Luật pháp                 | GH One | Chương trình truyền hình Ghanaian cung cấp nền tảng cho người xem được giáo dục về luật theo cách giải trí, nhẹ nhàng và tương tác. |
| 2012 - 2017 | Câu chuyện từ phòng bột   | GH One | Sê-ri "Girl Talk" bao gồm các cuộc thảo luận trong phòng thu từ một hội đồng có kinh nghiệm và mang đến cho người xem cơ hội học hỏi từ những kinh nghiệm đặc trưng cho các lĩnh vực thời sự như mối quan hệ, cưỡng hiếp, ly dị, phát triển chuyên nghiệp, tôn giáo, v.v. |
| 2009 - 2016 | Đoán xem ai sẽ đến ăn tối | GH One | Loạt phim truyền hình thực tế từng đoạt giải thưởng di chuyển bộ bếp studio truyền thống và mang chương trình trực tiếp đến bếp của các khách mời của chương trình. |
| 2009 - Ngày | Hoa hậu Malaika Ghana     | GH One | Cuộc thi hoa hậu nổi tiếng cung cấp nền tảng cho các thiếu nữ Ghana trong độ tuổi từ 18-26 tuổi để nuôi dưỡng sự tự tin, thông minh và lòng tự trọng của họ. |
| 2012        | Đóng lên Salsa Fiesta     | GH One | Cuộc tụ họp lớn nhất của những người yêu thích Salsa và một trong những sự kiện thú vị nhất trong ngành công nghiệp giải trí Ghana |

| Năm           | Tựa đề              | Mạng             | Ghi chú                                                 |
| ------------- | ------------------- | ---------------- | ------------------------------------------------------- |
| 2017 đến ngày | Mạnh mẽ và hỗn xược | Niềm vui 99,7 FM | Chương trình trò chuyện nữ.                             |
| 2017 - Ngày   | Showbiz từ A đến Z  | Niềm vui 99,7 FM | Chương trình cuối tuần. Đánh giá và phân tích giải trí. |
| 2014 - 2017   | Khu                 | Starr 103,5 FM   | Chương trình truyền hình                                |

| Năm  | Tựa đề                               | Ghi chú                                                    |
| ---- | ------------------------------------ | ---------------------------------------------------------- |
| 2017 | Bukom                                | Nhà sản xuất                                               |
| 2017 | Sinh viên tốt nghiệp nhà tù          | Nhà sản xuất. Sattire chính trị                            |
| 2016 | Bữa tối khuyến mãi                   | Vai trò hỗ trợ. Phim hài.                                  |
| 2015 | Đừng mặc đồ cho Giáng sinh           | Vai chính. Phim hài.                                       |
| 2015 | Thuốc cho tình yêu                   | Vai chính. Nhà sản xuất. Phim hài.                         |
| 2013 | Buổi hòa nhạc tình yêu               | Vai chính.                                                 |
| 2012 | Sự ra đời của anh ấy trong thế kỷ 21 | Vai chính. Tái thích ứng về sự ra đời của Chúa Giêsu Kitô. |
| 2011 | Chạy vì vợ                           | Vai chính. Chơi hài người lớn.                             |
| 2010 | Độc thoại âm đạo                     | Vai chính. Chơi ngoại truyện                               |

| Năm  |                       | Tựa đề             | Vai trò   |
| ---- | --------------------- | ------------------ | --------- |
| 2015 | Tigo                  | Thả nó Yam         | Vai chính |
| 2015 | Tigo                  | Yensor Nkoaa       | Vai chính |
| 2014 | Sữa / Nestle lý tưởng | Thử thách lý tưởng | Vai chính |
| 2013 | Samsung               | Galaxy Note 3      | Vai chính |
| 2010 | Ricemaster            | Mẹo nấu ăn chính   | Vai chính |

| Năm  | Nhãn hiệu         | Tựa đề                                      |
| ---- | ----------------- | ------------------------------------------- |
| 2017 | Unilever Ghana    | Đại sứ rửa tay phao cứu sinh                |
| 2017 | Nước khoáng Verna | Đại sứ nhận thức về tự kỷ nước khoáng Verna |
| 2016 | Quốc tế DKT Ghana | Đại sứ thương hiệu thuốc tránh thai Lydia   |

| Năm         | Tựa đề                                                     |
| ----------- | ---------------------------------------------------------- |
| 2017        | Giải thưởng Người nổi tiếng                                |
| 2017        | Phiên bản thứ ba của Cuộc thi Công thức Gà Ghanaian của Mỹ |
| 2016        | Giải thưởng dành cho nam giới độc quyền của năm (EMY)      |
| 2016        | Giải thưởng âm nhạc Vodafone Ghana                         |
| 2014        | Ra mắt Tạp chí Thời trang Glitz Châu Phi                   |
| 2013        | Giải thưởng Học viện Điện ảnh Châu Phi                     |
| 2012        | Dịp Lễ & Lễ tốt nghiệp Thủ công                            |
| 2010 - 2012 | Hoa hậu Malaika Grand Finale                               |
| 2011 - 2012 | Đóng lên Salsa Fiesta                                      |
| 2010 - 2012 | Ánh sáng của cây Giáng sinh                                |
| 2009 - 2012 | Lễ hội của chín bài học và bài hát mừng                    |
| 2011        | Ra mắt kích hoạt xà phòng Lifebuoy                         |
| 2010        | Ra mắt xà phòng bảo vệ tại Ghana                           |
| 2009        | Hoa hậu Ghana                                              |

## Cuộc sống cá nhân
Naa Ashorkor kết hôn với người bạn đời lâu năm Ahuma Cabutey Adodoadji vào năm 2014. Vào ngày 15 tháng 8 năm 2017, bà tuyên bố sinh con trai thông qua các cửa hàng tin tức và phương tiện truyền thông xã hội.